# Mild Weekend
『Mild Weekend』（マイルド・ウィークエンド）は、1983年6月25日にリリースされたC-C-Bの1枚目のアルバム。

## 解説
C-C-B（当時はココナッツボーイズ）の1stアルバム。ココナッツ・ボーイズは“夏をイメージしたバンド”をコンセプトに結成されたという経緯があり（「C-C-B#結成 〜 デビュー」項参照）、本作も「夏」「ビーチ・ボーイズ」を意識した楽曲を多く収録している。
「カレン」は、1964年アメリカのシットコム"Karen"で使用されたビーチ・ボーイズの同名主題歌に、日本語詞をつけてカバーした楽曲。
1986年に初CD化された際、裏ジャケットの曲目リストにスペルミスがあり、1曲目が"THEM FOR COCONUT BOYS"、14曲目が"THEME FOR COCNUS BOYS"となっている。
2015年1月21日、ユニバーサルミュージックよりSHM-CDで再発売（本アルバムを含むC-C-Bのオリジナルアルバム9作品が同時リリースされた）。

## 収録曲
| #   | タイトル                                       | 作詞           | 作曲                 | 編曲                             | 時間 |
| --- | ---------------------------------------------- | -------------- | -------------------- | -------------------------------- | ---- |
| 1.  | 「ココナッツ・ボーイズのテーマ」               | Coconut Boys   | Coconut Boys         | Coconut Boys                     | 0:36 |
| 2.  | 「CANDY」                                      | 児島由美       | 萩原健太             | Coconut Boys・萩原健太・佐孝康夫 | 4:10 |
| 3.  | 「ガール・ガール・ガール」                     | ケン田村       | ケン田村             | Coconut Boys                     |      |
| 4.  | 「ゴールド・コーストのクリスマス」             | 湯川れい子     | かまやつひろし       | Coconut Boys                     |      |
| 5.  | 「自慢のエイティーン・ガール」                 | 尾関昌也       | 尾関裕司             | 尾関裕司                         |      |
| 6.  | 「カレン」                                     | フクチ・ミホコ | B.MOSHER, J.MARSHALL | Coconut Boys                     |      |
| 7.  | 「バイ・バイ・ムーン」                         | 児島由美       | 萩原健太             | Coconut Boys・萩原健太・佐孝康夫 |      |
| 8.  | 「夢のスーパー・ボード」                       | 入江真規       | 萩原健太             | Coconut Boys・萩原健太           |      |
| 9.  | 「オー!! ベイビー」                            | 尾関昌也       | 尾関祐司             | 尾関祐司                         |      |
| 10. | 「浮気なシュガー・ベイブ」                     | 湯川れい子     | 山中涼平             | Coconut Boys・山中涼平           |      |
| 11. | 「サマー・ガール」                             | 佐々木ひろと   | かまやつひろし       | Coconut Boys・佐孝康夫           |      |
| 12. | 「恋のリング・ア・ディング」                   | 森川ノエル     | PAUL RIVERBEACH      | Coconut Boys・萩原健太           |      |
| 13. | 「大脱走」                                     | 関口誠人       | 渡辺英樹             | Coconut Boys                     |      |
| 14. | 「ココナッツ・ボーイズのテーマ（リプライス）」 | Coconut Boys   | Coconut Boys         | Coconut Boys                     |      |

## 楽曲解説
1. ココナッツ・ボーイズのテーマ
2. CANDY
1stシングル『CANDY』
3. ガール・ガール・ガール
4. ゴールド・コーストのクリスマス
5. 自慢のエイティーン・ガール
6. カレン
7. バイ・バイ・ムーン
8. 夢のスーパー・ボード
1stシングルのカップリング曲
9. オー!! ベイビー
10. 浮気なシュガー・ベイブ
11. サマー・ガール
ザ・スパイダースのカバー曲。2004年1月にテイチクエンタテインメントがリリースしたオムニバスアルバム「レッツゴー！GSカヴァーズ」には、スパイダースではなくココナッツ・ボーイズバージョンが収録された
12. 恋のリング・ア・ディング
13. 大脱走
メンバー初作詞作曲クレジット曲
14. ココナッツ・ボーイズのテーマ（reprise）

## クレジット
- COCONUT BOYS are
  - HIDEKI WATANABE（Vocal、Bass、Percussion）
  - MAKOTO SEKIGUCHI（Vocal、Guitar）
  - KOJI RYU（Vocal、Drums、Percussion）

- MASAHIRO “FLYING-V” IWAMOTO（Guitar）
- YASUO SAKO（Keyboard）
- TATSUYA YAMAMOTO（Vocal、Guitar）
- YASUFUMI YAMASHITA（Vocal、Keyboard）
- SMILY MATSUMOTO（Tenor Sax）

### スタッフ
- ENGINEERS：TERUAKI KITAGAWA／KAZUTOYO TAKEDA／TATSUYA ENDO／HITOSHI SATO
- DIRECTOR：EIJI MORI
- PRODUCER：TOSHI NAKAMURA
- EXECUTIVE PRODUCER：TADATAKA WATANABE

## リリース履歴
| 規格   | 発売日        | レーベル        | 品番       | 備考                                                     |
| ------ | ------------- | --------------- | ---------- | -------------------------------------------------------- |
| LP     | 1983年6月25日 | POLYDOR         | 28MX 2067  | C-C-B改称後の追加プレスでは帯が黄色となっている。        |
| CT     | 1983年6月25日 | POLYDOR         | 28CX 2064  |                                                          |
| CD     | 1986年3月25日 | POLYDOR         | H32P 20067 | C-C-B改称後に初CD化。 上記のLP同様帯が黄色となっている。 |
| SHM-CD | 2015年1月21日 | UNIVERSAL MUSIC | UPCY-6966  | [ 1 ]                                                    |